# Gorbán Turāní
Gorbán Dardí Turāní (en persa: قربان دردى تورانى‎, Gonbad-e Kavus, Irán, 1952-22 de noviembre de 2005) fue un líder cristiano turcomano iraní y figura emblemática en la comunidad de conversos en Irán. Nacido en una familia musulmana sunita, Turāní se convirtió en el primer cristiano turcomano en Irán que fue martirizado por su fe. A lo largo de su vida, enfrentó múltiples amenazas de muerte debido a su fe, lo que culminó en su asesinato. Su vida y muerte resaltan los peligros que enfrentan los cristianos en un entorno hostil, simbolizando la lucha por la libertad religiosa en Irán.

## Biografía

### Orígenes y conversión
Turāní nació en Gonbad-e Kavus en una familia musulmana de la tradición sunita hanafí. Desde joven, mostró un interés profundo por la religión y aspiraba a convertirse en clérigo musulmán. Sin embargo, con el tiempo, se desilusionó con el islam y adoptó el marxismo. Su vida dio un giro significativo cuando fue encarcelado en Turkmenistán en 1983 por homicidio involuntario, donde tuvo una experiencia transformadora. Durante su tiempo en prisión, conoció a un prisionero ruso que lo guio hacia el cristianismo, una conversión que tuvo lugar en un momento de gran desesperación, ya que Turāní había intentado suicidarse antes de conocer la fe cristiana. Este acto de conversión, en un contexto donde la apostasía es considerada un crimen grave, lo puso en una situación de riesgo constante.
Tras ser liberado en 1998, Turāní regresó a Irán, donde comenzó a compartir su nueva fe, lo que resultó en la formación de un grupo de creyentes en su hogar. Se convirtió en líder de una iglesia doméstica y fue conocido por su valentía al compartir su fe en espacios públicos, a pesar de las amenazas de persecución por parte de musulmanes radicales. Su dedicación llevó a la conversión de decenas de turcomanos en su ciudad y sus alrededores, lo que provocó la ira de algunos miembros de su comunidad.

### Actividad pastoral y contexto de persecución

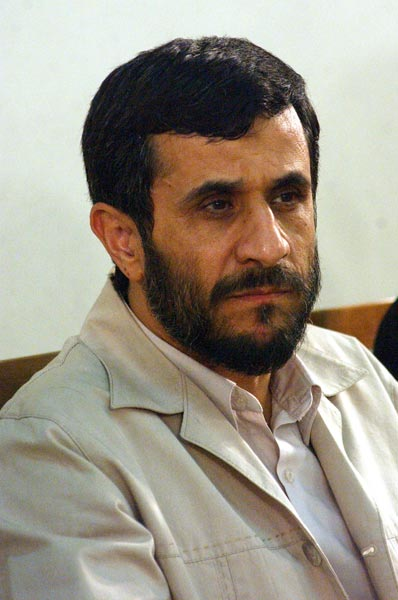
El gobierno de Ahmadineyad manifestó una clara oposición al crecimiento del cristianismo y al movimiento de las iglesias domésticas.

A pesar de la creciente represión del régimen iraní contra los cristianos, Turāní se mantuvo firme en su fe, continuó evangelizando y se dedicó al ministerio pastoral, compartiendo su nueva fe con otros y apoyando a la comunidad cristiana en Irán. La conversión de musulmanes a otras religiones, como el cristianismo, se considera apostasía en Irán, lo que conlleva penas severas, incluida la pena de muerte. Sin embargo, la aplicación de esta pena ha variado. La elección de Mahmud Ahmadineyad como presidente intensificó la represión contra las comunidades cristianas, ya que su gobierno se opuso abiertamente al movimiento de las iglesias domésticas y a la expansión del cristianismo en Irán. El Ministerio de Inteligencia y Seguridad coordinó las acciones represivas, advirtiendo a los líderes cristianos sobre la vigilancia del Gobierno tras el asesinato de Turāní.

### Muerte y martirio
El 22 de noviembre de 2005, Turāní fue secuestrado en su casa por tres hombres vinculados a una secta islámica radical y fue apuñalado en un ataque brutal que dejó su cuerpo ensangrentado frente a su hogar. Se informó que uno de los atacantes exclamó: «Este es el castigo para aquellos que se vuelven infieles y rechazan el Islam». Su asesinato fue el quinto caso de pastores protestantes asesinados en Irán en un lapso de once años, y se atribuyó a musulmanes locales enojados por su conversión al cristianismo. A pesar de las amenazas y ataques previos, Turāní nunca renunció a su fe y se negó a regresar al islam, incluso después de recibir un ultimátum de líderes religiosos locales.
Su muerte generó una ola de represión contra los cristianos en el país, resultando en redadas en iglesias y hogares de otros cristianos, con al menos diez creyentes detenidos en diversas ciudades, incluida Teherán.

## Reconocimientos
La valentía de Turāní y su dedicación en la propagación del cristianismo le han otorgado un reconocimiento póstumo significativo dentro de las comunidades cristianas y de derechos humanos. Su historia ha resonado a nivel internacional, simbolizando la lucha por la libertad religiosa en Irán. Su vida y muerte han sido utilizadas por diversas organizaciones de derechos humanos para resaltar las violaciones a la libertad religiosa y la persecución que enfrentan los cristianos en el país.

## Obras
Turāní no es conocido por una producción artística o literaria formal, pero su legado perdura a través de la comunidad cristiana que formó y de las historias de otros conversos que han enfrentado la represión en Irán. En 2004, escribió un poema donde expresaba su disposición a dar su vida por Jesucristo y la iglesia, lo que demuestra su profundo compromiso con su fe. Su historia ha sido documentada en diversos informes sobre la persecución religiosa en Irán, y su martirio ha sido citado como un ejemplo de la creciente intolerancia hacia los cristianos en el país.